# Fed Cup 2012 – blok A 1. skupiny Americké zóny
Blok A 1. skupiny Americké zóny Fed Cupu 2012 představoval jednu ze dvou podskupin 1. skupiny. Hrálo se mezi 1. až 4. únorem v areálu Graciosa Country Club brazilského města Curitiba, a to na otevřených antukových dvorcích. 
Čtyři týmy se utkaly ve vzájemných zápasech. Vítěz sehrál utkání s vítězem bloku B o účast v baráži Světové skupiny II pro rok 2013. Družstva, která se umístila na třetím a čtvrtém místě nastoupila k utkáním o sestup se čtvrtým a pátým družstvem z bloku B. Poražení sestoupili do 2. skupiny Americké zóny pro rok 2013. Třetí z bloku A se utkal s pátým z bloku B a čtvrtý z tohoto bloku pak s mužstvem na čtvrté příčce druhé podskupiny. 

## Blok A
|     |           | Kanada | Argentina | Peru | Bahamy | Zápasy V/P | Sety V/P | Hry V/P | Pořadí |
| 18. | Kanada    |        | 3–0       | 2–1  | 3–0    | 2–1        | 11–8     | 90–67   | 2.     |
| 21. | Argentina | 3–0    |           | 3–0  | 3–0    | 3–0        | 18–0     | 109–36  | 1.     |
| 37. | Peru      | 1–2    | 0–3       |      | 3–0    | 1–2        | 8–11     | 73–90   | 3.     |
| 43. | Bahamy    | 0–3    | 0–3       | 0–3  |        | 0–3        | 0–18     | 30–109  | 4.     |

- V/P – výhry/prohry

## Zápasy

### Kanada vs. Peru
| | Kanada | 2 : | 1   | Peru |     |  |
| --- | ------ | --- | --- | ---- | --- |  |
| Graciosa Country Club, Curitiba, Brazílie 1. února 2012 antuka (venku) |        | |     |      |     |  |
| \| \| \| \| 1. \| 2. \| 3. \| \| \| -- \| \| ---------------------------------------------------------------------------------------------------------- \| --- \| ---- \| --- \| \| \| 1. \| \| Aleksandra Wozniaková Patricia Iveth Kuová Floresová \| 6 4 \| 6 2 \| \| \| \| 2. \| \| Stéphanie Duboisová Bianca Bottová \| 2 6 \| 7 61 \| 5 7 \| \| \| 3. \| \| Marie-Ève Pelletierová / Aleksandra Wozniaková Patricia Iveth Kuová Floresová / Katherine Miranda Changová \| 6 1 \| 6 0 \| \| \| \| \| \| \| \| \| \| \| \| \| \| \| \| \| \| \| \| \| \| \| \| \| \| \| \| \| \| \| \| \| \| \| \| \| \| \| \| \| \| \| |        | |     |      |     |  |
| |        | | 1.  | 2.   | 3.  |  |
| 1. |        | Aleksandra Wozniaková Patricia Iveth Kuová Floresová                                                       | 6 4 | 6 2  |     |  |
| 2. |        | Stéphanie Duboisová Bianca Bottová                                                                         | 2 6 | 7 61 | 5 7 |  |
| 3. |        | Marie-Ève Pelletierová / Aleksandra Wozniaková Patricia Iveth Kuová Floresová / Katherine Miranda Changová | 6 1 | 6 0  |     |  |
| |        | |     |      |     |  |
| |        | |     |      |     |  |
| |        | |     |      |     |  |
| |        | |     |      |     |  |
| |        | |     |      |     |  |

### Argentina vs. Bahamy
| | Argentina | 3 :                                                                           | 0   | Bahamy |    |  |
| --- | --------- | ----------------------------------------------------------------------------- | --- | ------ | -- |  |
| Graciosa Country Club, Curitiba, Brazílie 1. února 2012 antuka (venku) |           |                                                                               |     |        |    |  |
| \| \| \| \| 1. \| 2. \| 3. \| \| \| -- \| \| ----------------------------------------------------------------------------- \| --- \| --- \| -- \| \| \| 1. \| \| Paula Ormaecheaová Larikah Russellová \| 6 3 \| 6 0 \| \| \| \| 2. \| \| Florencia Molinerová Simone Prattová \| 6 2 \| 6 0 \| \| \| \| 3. \| \| Mailen Aurouxová / María Irigoyenová Nikkita Fountainová / Larikah Russellová \| 6 3 \| 6 2 \| \| \| \| \| \| \| \| \| \| \| \| \| \| \| \| \| \| \| \| \| \| \| \| \| \| \| \| \| \| \| \| \| \| \| \| \| \| \| \| \| \| \| |           |                                                                               |     |        |    |  |
| |           |                                                                               | 1.  | 2.     | 3. |  |
| 1. |           | Paula Ormaecheaová Larikah Russellová                                         | 6 3 | 6 0    |    |  |
| 2. |           | Florencia Molinerová Simone Prattová                                          | 6 2 | 6 0    |    |  |
| 3. |           | Mailen Aurouxová / María Irigoyenová Nikkita Fountainová / Larikah Russellová | 6 3 | 6 2    |    |  |
| |           |                                                                               |     |        |    |  |
| |           |                                                                               |     |        |    |  |
| |           |                                                                               |     |        |    |  |
| |           |                                                                               |     |        |    |  |
| |           |                                                                               |     |        |    |  |

### Kanada vs. Argentina
| | Kanada | 0 :                                                                             | 3   | Argentina |    |  |
| --- | ------ | ------------------------------------------------------------------------------- | --- | --------- | -- |  |
| Graciosa Country Club, Curitiba, Brazílie 2. února 2012 antuka (venku) |        |                                                                                 |     |           |    |  |
| \| \| \| \| 1. \| 2. \| 3. \| \| \| -- \| \| ------------------------------------------------------------------------------- \| --- \| --- \| -- \| \| \| 1. \| \| Aleksandra Wozniaková Paula Ormaecheaová \| 5 7 \| 4 6 \| \| \| \| 2. \| \| Stéphanie Duboisová Florencia Molinerová \| 2 6 \| 2 6 \| \| \| \| 3. \| \| Sharon Fichmanová / Marie-Ève Pelletierová Mailen Aurouxová / María Irigoyenová \| 0 6 \| 3 6 \| \| \| \| \| \| \| \| \| \| \| \| \| \| \| \| \| \| \| \| \| \| \| \| \| \| \| \| \| \| \| \| \| \| \| \| \| \| \| \| \| \| \| |        |                                                                                 |     |           |    |  |
| |        |                                                                                 | 1.  | 2.        | 3. |  |
| 1. |        | Aleksandra Wozniaková Paula Ormaecheaová                                        | 5 7 | 4 6       |    |  |
| 2. |        | Stéphanie Duboisová Florencia Molinerová                                        | 2 6 | 2 6       |    |  |
| 3. |        | Sharon Fichmanová / Marie-Ève Pelletierová Mailen Aurouxová / María Irigoyenová | 0 6 | 3 6       |    |  |
| |        |                                                                                 |     |           |    |  |
| |        |                                                                                 |     |           |    |  |
| |        |                                                                                 |     |           |    |  |
| |        |                                                                                 |     |           |    |  |
| |        |                                                                                 |     |           |    |  |

### Peru vs. Bahamy
| | Peru | 3 :                                                                                        | 0    | Bahamy |    |  |
| --- | ---- | ------------------------------------------------------------------------------------------ | ---- | ------ | -- |  |
| Graciosa Country Club, Curitiba, Brazílie 2. února 2012 antuka (venku) |      |                                                                                            |      |        |    |  |
| \| \| \| \| 1. \| 2. \| 3. \| \| \| -- \| \| ------------------------------------------------------------------------------------------ \| ---- \| --- \| -- \| \| \| 1. \| \| Patricia Iveth Kuová Floresová Gabrielle Moxeyová \| 6 1 \| 6 1 \| \| \| \| 2. \| \| Bianca Bottová Simone Prattová \| 7 64 \| 6 3 \| \| \| \| 3. \| \| Ferny Ángeles Pazová / Katherine Miranda Changová Nikkita Fountainová / Larikah Russellová \| 6 1 \| 6 4 \| \| \| \| \| \| \| \| \| \| \| \| \| \| \| \| \| \| \| \| \| \| \| \| \| \| \| \| \| \| \| \| \| \| \| \| \| \| \| \| \| \| \| |      |                                                                                            |      |        |    |  |
| |      |                                                                                            | 1.   | 2.     | 3. |  |
| 1. |      | Patricia Iveth Kuová Floresová Gabrielle Moxeyová                                          | 6 1  | 6 1    |    |  |
| 2. |      | Bianca Bottová Simone Prattová                                                             | 7 64 | 6 3    |    |  |
| 3. |      | Ferny Ángeles Pazová / Katherine Miranda Changová Nikkita Fountainová / Larikah Russellová | 6 1  | 6 4    |    |  |
| |      |                                                                                            |      |        |    |  |
| |      |                                                                                            |      |        |    |  |
| |      |                                                                                            |      |        |    |  |
| |      |                                                                                            |      |        |    |  |
| |      |                                                                                            |      |        |    |  |

## Kanada vs. Bahamy
| | Kanada | 3 :                                                                                 | 0   | Bahamy |    |  |
| --- | ------ | ----------------------------------------------------------------------------------- | --- | ------ | -- |  |
| Graciosa Country Club, Curitiba, Brazílie 3. února 2012 antuka (venku) |        |                                                                                     |     |        |    |  |
| \| \| \| \| 1. \| 2. \| 3. \| \| \| -- \| \| ----------------------------------------------------------------------------------- \| --- \| --- \| -- \| \| \| 1. \| \| Marie-Ève Pelletierová Gabrielle Moxeyová \| 6 1 \| 6 0 \| \| \| \| 2. \| \| Stéphanie Duboisová Simone Prattová \| 6 1 \| 6 1 \| \| \| \| 3. \| \| Sharon Fichmanová / Marie-Ève Pelletierová Nikkita Fountainová / Gabrielle Moxeyová \| 6 1 \| 6 0 \| \| \| \| \| \| \| \| \| \| \| \| \| \| \| \| \| \| \| \| \| \| \| \| \| \| \| \| \| \| \| \| \| \| \| \| \| \| \| \| \| \| \| |        |                                                                                     |     |        |    |  |
| |        |                                                                                     | 1.  | 2.     | 3. |  |
| 1. |        | Marie-Ève Pelletierová Gabrielle Moxeyová                                           | 6 1 | 6 0    |    |  |
| 2. |        | Stéphanie Duboisová Simone Prattová                                                 | 6 1 | 6 1    |    |  |
| 3. |        | Sharon Fichmanová / Marie-Ève Pelletierová Nikkita Fountainová / Gabrielle Moxeyová | 6 1 | 6 0    |    |  |
| |        |                                                                                     |     |        |    |  |
| |        |                                                                                     |     |        |    |  |
| |        |                                                                                     |     |        |    |  |
| |        |                                                                                     |     |        |    |  |
| |        |                                                                                     |     |        |    |  |

### Argentina vs. Peru
| | Argentina | 3 :                                                                                 | 0   | Peru |    |  |
| --- | --------- | ----------------------------------------------------------------------------------- | --- | ---- | -- |  |
| Graciosa Country Club, Curitiba, Brazílie 3. února 2012 antuka (venku) |           |                                                                                     |     |      |    |  |
| \| \| \| \| 1. \| 2. \| 3. \| \| \| -- \| \| ----------------------------------------------------------------------------------- \| --- \| --- \| -- \| \| \| 1. \| \| Paula Ormaecheaová Ferny Ángeles Pazová \| 6 1 \| 6 0 \| \| \| \| 2. \| \| Florencia Molinerová Patricia Iveth Kuová Floresová \| 7 5 \| 6 4 \| \| \| \| 3. \| \| Mailen Auroux / María Irigoyenová Ferny Ángeles Pazová / Katherine Miranda Changová \| 6 0 \| 6 0 \| \| \| \| \| \| \| \| \| \| \| \| \| \| \| \| \| \| \| \| \| \| \| \| \| \| \| \| \| \| \| \| \| \| \| \| \| \| \| \| \| \| \| |           |                                                                                     |     |      |    |  |
| |           |                                                                                     | 1.  | 2.   | 3. |  |
| 1. |           | Paula Ormaecheaová Ferny Ángeles Pazová                                             | 6 1 | 6 0  |    |  |
| 2. |           | Florencia Molinerová Patricia Iveth Kuová Floresová                                 | 7 5 | 6 4  |    |  |
| 3. |           | Mailen Auroux / María Irigoyenová Ferny Ángeles Pazová / Katherine Miranda Changová | 6 0 | 6 0  |    |  |
| |           |                                                                                     |     |      |    |  |
| |           |                                                                                     |     |      |    |  |
| |           |                                                                                     |     |      |    |  |
| |           |                                                                                     |     |      |    |  |
| |           |                                                                                     |     |      |    |  |